# Arne Kotte
Arne Kotte (Steinkjer, 20 marzo 1935 – Steinkjer, 8 luglio 2015) è stato un calciatore norvegese, di ruolo attaccante.

## Carriera

### Giocatore
Inizia la carriera con la maglia del Vålerenga, con cui gioca dal 1952 al 1955.
Nel 1955-1956 gioca nel Steinkjer.
Nel 1956-1957 viene acquistato dalla squadra italiana del Palermo, con cui si infortuna dopo cinque minuti della prima partita di allenamento. È stato il primo giocatore norvegese della storia del Palermo.
Dal 1957 al 1959 gioca per lo Frigg, dal 1959 al 1965 Steinkjer, con cui torna a giocare in due occasioni (segnando un gol) nel 1965.

### Nazionale
Dal 1953 al 1961 gioca 19 partite per la Norvegia, mettendo a segno 3 reti.